# Годзиашвили, Василий Давыдович
Василий (Васо) Давыдович Годзиашви́ли (груз. ვასილ (ვასო) დავითის ძე გოძიაშვილი; 1905—1976) — советский, грузинский актёр театра и кино. Народный артист СССР (1958).

## Биография
Родился 14 (27) ноября 1905 года в деревне Вакири (ныне — Кахетия, Грузия, по другим источникам — в Тбилиси).
С 14 лет играл эстрадные роли в цирке.
В 1921 году вступил добровольцем в РККА, где участвовал в художественной самодеятельности.
В 1922—1924 годах учился в Тифлисской драматической студии Акакия Пагавы.
В 1924 — 1930 годах — актёр Грузинского театра им. Ш. Руставели (Тифлис). С 1930 года — актёр 2-го Государственного театра Грузии (ныне Тбилисский театр имени К. Марджанишвили).
Ученик К. А. Марджанишвили и А. В. Ахметели.
В кино дебютировал в 1932 году.
Выступал на эстраде. В 1939 году стал лауреатом 1-го Всесоюзного конкурса эстрады.
Депутат ВС Грузинской ССР 4—5 созывов.
Умер 30 января 1976 года (по другим источникам — 27 января) в Тбилиси. Похоронен в Дидубийском пантеоне.
Жена — актриса Сесилия Такаишвили (1906—1984), сын Давид Годзиашвили.

## Награды и звания
- Народный артист Грузинской ССР (1953)
- Народный артист СССР (1958)
- Сталинская премия второй степени (1952) — за исполнение роли Зандукели в спектакле «Его звезда» И. О. Мосашвили на сцене Тбилисского театра имени К. Марджанишвили
- Государственная премия Грузинской ССР имени Шота Руставели (1971)
- Орден Ленина (1950)[4]
- Орден Октябрьской Революции
- Орден Трудового Красного Знамени
- Орден «Знак Почёта» (1941)
- Медаль «За доблестный труд в Великой Отечественной войне 1941—1945 гг.»

## Творчество

### Роли в театре
- 1928 — «Анзор» С. И. Шаншиашвили — Ахма
- 1930 — «Рогор» К. Р. Каладзе — Беглар
- 1931 — «Три толстяка» Ю. К. Олеши — Тутти
- 1931 — «Хлеб» В. М. Киршона — Квасов
- 1933 — «Затмение солнца в Грузии» З. Н. Антонова — поручик Чешмаков[1]
- 1934 — «Гибель эскадры» А. Е. Корнейчука — Боцман
- 1936 — «Иные нынче времена» А. А. Цагарели — Аветик
- 1936 — «Овечий источник» Лопе де Вега — Менго
- 1937 — «Фигаро» Бомарше — Фигаро
- 1941 — «Рюи Блаз» В. Гюго — дон Сезар де Базан
- 1942 — «Царь Ираклий» («На перепутье») Л. П. Готуа — царь Ираклий
- 1944 — «Бесприданница» А. Н. Островского — Робинзон
- 1946 — «Маскарад» М. Ю. Лермонтова — Евгений Александрович Арбенин
- 1946 — «Человек ли он?» по И. Г. Чавчавадзе — Луарсаб
- 1948 — «Учитель танцев» Л. де Веги — Альдемаро
- 1951 — «Ревизор» Н. В. Гоголя — Иван Александрович Хлестаков
- 1951 — «Его звезда» И. О. Мосашвили — Зандукели
- 1952 — «Весеннее утро» В. И. Габескирия — Директор
- 1956 — «Лавина» М. Н. Мревлишвили — Гега
- 1957 — «Ричард III» Шекспира — Ричард III
- 1959 — «Тайфун» Цао Юя — Чжоу
- «Цезарь и Клеопатра» Б. Шоу — Цезарь

### Фильмография
- 1932 — Солнечной тропой
- 1938 — Бакинцы — большевик Васо
- 1948 — Кето и Котэ — Сико
- 1956 — Песнь Этери — дед
- 1958 — Маяковский начинался так…
- 1965 — Иные нынче времена — Аветик
- 1969-1970 — Десница великого мастера — католикос Мелкиседек
- 1973 — Теплое осеннее солнце